# Урбан, Марк (эколог)
Марк Урбан (Mark C. Urban) — американский эколог, работающий на пересечении областей эволюционной биологии и экологии, специалист в области воздействия изменения климата на природу и эволюционную экологию.
Доктор философии (2006), профессор Коннектикутского университета, основатель и с 2016 года директор его Института биологических рисков (Institute of Biological Risk). В 2019 году вошёл в число Highly Cited Researchers. Отмечен Presidential Award от American Society of Naturalists (2016).
Вырос в Пенсильвании.
Окончил Muhlenberg College (бакалавр наук со специализацией по экологии и политологии, 1998). В Йельском университете получил степени по экологии — магистра (2001) и доктора философии (2006), для последней занимался у Dave Skelly.
Ныне, с 2019 года, профессор Коннектикутского университета, в 2008—2019 гг. его ассоциированный (с 2014) и ассистент-профессор, в 2006—2008 гг. постдок. Автор более 60 научных статей. Публиковался в Science, PNAS, Nature Climate Change. Есть ребёнок.